# Sfeclă

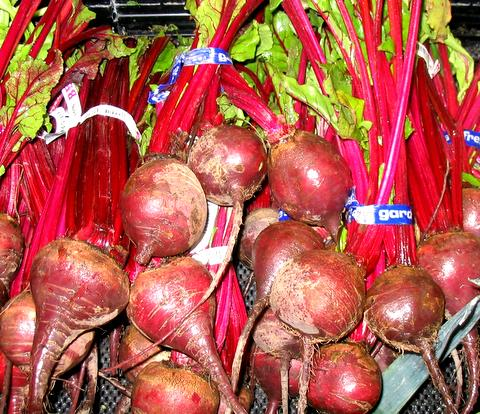
Sfecla cultivată Beta vulgaris

Sfecla este un gen de plante din familia Amaranthaceae.
Specii sălbatice de sfeclă pot fi găsite pe întreaga coastă a Mediteranei, pe coasta atlantică a Europei (din Grecia spre Siria), Orientul Apropiat și în părți din Asia, inclusiv India. Acest gen este format din specii bienale sau, rareori, perene. Cele mai cultiate specii sunt Este cultivată specia sfecla roșie, sfecla de zahăr și Mangoldul (sfecla elvețiană).

## Specii
Beta adanensis

Beta altissima (sfeclă roșie)

Beta atriplicifolia

Beta bengalensis

Beta bourgaei 

Beta brasiliensis

Beta campanulata

Beta chilensis

Beta cicla (Mangold)

Beta corolliflora

Beta intermedia

Beta lomatogona

Beta macrocarpa

Beta macrorhiza

Beta maritima

Beta nana

Beta orientalis

Beta palonga

Beta patellaris

Beta patula

Beta perennis

Beta procumbens

Beta trigyna

Beta trojana

Beta vulgaris (sfeclă de zahăr) 

Beta webbiana